# Eure
|  | Per a altres significats, vegeu «riu Eure». |

L’Eure (27) és un departament francès adscrit a la regió de Normandia. L'Eure és un dels vuitanta-tres departaments primigenis creats durant la Revolució Francesa, el 4 de març de 1790 (en aplicació de la llei del 22 de desembre de 1789). Va ser creat a partir d'una part de l'antiga província de Normandia.